# غزنی خیل
غزنی خیل (به انگلیسی: Ghazni Khel) یک شهرک در پاکستان است که در ناحیۀ لکی واقع شده‌است.